# Wilk (samochód)

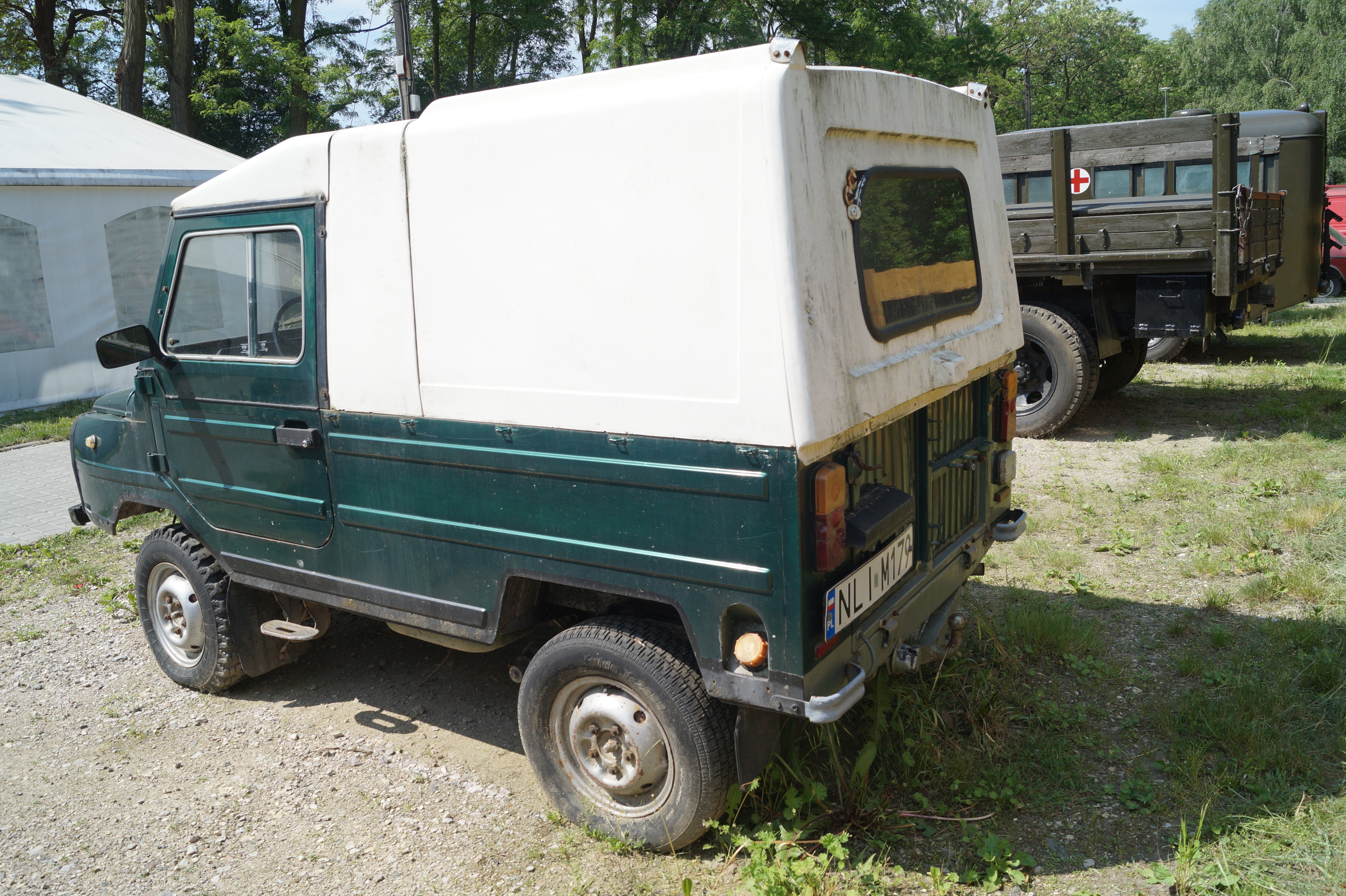
Bok i tył Wilka

Wilk – samochód terenowy będący zmodyfikowaną wersją pojazdu ŁuAZ 1302, produkowany w firmie Elektronarzędzia Celma w Cieszynie.

## Historia
Pomysł produkcji Wilka dała krakowska firma Intell Motors, a dystrybutorem miał być i częściowo był cieszyński Unimot. Przemysłowy Instytut Motoryzacji zgodnie z ustaleniami normy PN-92/S-02062 nadał firmie PPUH Intell Motors s.c. światowy kod identyfikacyjny producenta SWK i kod przekazano do Stowarzyszenia SAE prowadzącego sekretariat kodu WMI. Spółka Intell Motors po dwuletnich badaniach rozpoczęła montaż przemysłowy na bazie podwozia samochodu ŁuAZ i prowadziła go w gniazdach montażowych w Zakładach Celma Elektronarzędzia w Cieszynie w ramach wspólnego przedsięwzięcia.
W roku 1995 ze sprowadzanych z Ukrainy podzespołów i na podstawie opracowanej przez naukowców dokumentacji technicznej oraz częściowej polonizacji pojazdu, tj. wykonania face liftingu, zmiany układu napędowego (przeprowadzono badania z kilkoma silnikami Toyota 4K, Nissan, ZAZ Tavria, Renault), zmiany układu hamulcowego, zmiany położenia akumulatora, wyciszenia pojazdu, opracowania siedzeń, plandeki, hard topu oraz polskich opon i innego drobnego wyposażenia (uszczelki, wycieraczki) rozpoczęto montaż przemysłowy 1001 sztuk pojazdów Wilk. Przygotowano kilka wersji dla różnych odbiorców począwszy od młodzieży w wersji cabrio z orurowaniem w niekonwencjonalnej kolorystyce poprzez agrotechniczny dla leśnictwa i policji. Trzy samochody przeszły wcześniej wielomiesięczne testy w Instytucie Transportu Samochodowego w celach otrzymania homologacji. Pierwsze 84 egzemplarze rozpoczęto sprzedawać w 1995 roku. Montaż zorganizowano w gniazdach montażowych w pustej hali, w której wcześniej wytwarzano m.in. rozruszniki do czołgów. Początkowo montowano silniki z Tavrii o pojemności 1100 cm³ i mocy 53 KM, a w planach samochody miały być wyposażone w silniki Renault Twingo o pojemności 1180 cm³ z katalizatorem. Wyposażony w napęd na cztery koła Wilk o masie 970 kg i ładowności 400 kg rozwijał maksymalną prędkość 95 km/h i mógł pokonywać z pełnym obciążeniem wzniesienia o nachyleniu 60%. Spalanie paliwa kształtowało się odpowiednio 7,7 i 9,5 litra przy prędkości 60 i 80 km/h na 100 kilometrów przebiegu.
Pomimo początkowego zainteresowania (m.in. na Międzynarodowych Targach Motoryzacji w Poznaniu) i faktu, iż Wilk był wówczas najtańszym samochodem z napędem na cztery koła dostępnym w kraju. Jego cena netto na targach wynosiła 3999 USD. Brak zamówień większych odbiorców, np. leśnictwa, wojska, policji itp. oraz małe nakłady na reklamę powodowały, że pojazd nie sprzedawał się dobrze. Służby leśne, straż graniczna, ani policja nie wykazały chęci zakupu, a brak zamówień od dużych odbiorców i ówczesne przepisy dotyczące montażu przemysłowego – zwolnienie z cła i podatku tylko w przypadku produkcji 1001 samochodów do końca roku kalendarzowego spowodowały niewielką sprzedaż indywidualnym odbiorcom i zakłady wpadły w kłopoty finansowe. Ostatecznie większą część samochodów sprzedano na rynku niemieckim, a pozostałą resztę nabywcom indywidualnym.